# Shmuel Safra
Shmuel Safra (hebräisch שמואל "מולי" ספרא, genannt Muli Safra) (* in Jerusalem) ist ein israelischer Informatiker.
Safra wurde 1990 am Weizmann-Institut für Wissenschaften bei Amir Pnueli promoviert (Complexity of Automata on Infinite Objects). Als Post-Doc war er an der Stanford University und am IBM Almaden Research Center, wo es zu seiner Zusammenarbeit mit Sanjeev Arora über das PCP-Theorem kam. Er ist Professor für Informatik an der Universität Tel Aviv.
2001 erhielt er den Gödel-Preis für seine Beiträge zum PCP-Theorem. Neben Komplexitätstheorie befasst er sich auch mit Automatentheorie. 2022 war er eingeladener Sprecher auf dem Internationalen Mathematikerkongress (Mathematics of computation through the lens of linear equations and lattices).
Zu seinen Doktoranden zählt Irit Dinur.